# Proprietăți reduse
În termodinamică proprietățile reduse ale unui fluid sunt parametri de stare raportați la valorile acestor parametri în punctul critic. Aceste coordonate termodinamice adimensionale, luate împreună cu factorul de compresibilitate al unei substanțe, oferă baza pentru cea mai simplă formă a teoremei stărilor corespondente.

## În ecuații de stare
Proprietățile reduse sunt folosite pentru a defini ecuații de stare  ca ecuația van der Waals⁠(d) sau ecuația Peng-Robinson, modele concepute pentru a oferi o precizie rezonabilă în apropierea punctului critic. Ele sunt, de asemenea, folosite pentru exponenții critici⁠(d), care descriu comportamentul mărimilor fizice în apropierea transformărilor de fază continue.

## Presiune redusă
Presiunea redusă este definită ca raportul dintre presiunea reală {\displaystyle p} și presiunea critică {\displaystyle p_{\rm {c}}}:
{\displaystyle p_{\rm {r}}={p \over p_{\rm {c}}}}
unde {\displaystyle p} și {\displaystyle p_{\rm {c}}} sunt exprimate în Pa.

## Temperatură redusă
Temperatura redusă este definită ca raportul dintre temperatura reală {\displaystyle T} și temperatura critică {\displaystyle T_{\rm {c}}}:
{\displaystyle T_{\rm {r}}={T \over T_{\rm {c}}}}
unde {\displaystyle T} și {\displaystyle T_{\rm {c}}} sunt temperaturi absolute, exprimate în K.

## Volum masic redus
Volumul masic redus este definit ca raportul dintre volumul masic real {\displaystyle v} și volumul masic critic {\displaystyle v_{\rm {c}}}:
{\displaystyle v_{\rm {r}}={\frac {v}{v_{\rm {c}}}}={\frac {v\,p_{\rm {c}}}{R\,T_{\rm {c}}}}}
unde {\displaystyle R} este constanta gazului, iar {\displaystyle v} este exprimat în m3/kg.
Această proprietate este utilă atunci când volumul masic și fie temperatura, fie presiunea sunt cunoscute, caz în care a treia proprietate, lipsă, poate fi calculată direct.